# Графф, Андрис де
Андрис де Графф (нидерл. Andries de Graeff; 19 февраля 1611, Амстердам — 30 ноября 1678, Амстердам) — очень влиятельный представитель амстердамской ветви де Граффов — династии, знаменитой во времена Золотого века. Он стал мэром Амстердама и влиятельным регентом Амстердама после смерти своего старшего брата Корнелиса де Граффа. Как его брат и отец, Якоб де Графф, он противостоял Дому Оранских. В середине XVII века он управлял финансовой и политической жизнью города.
Андрис де Графф пошёл по стопам своих отца и брата и был назначен мэром около семи раз между 1657 и 1672 годами. Де Графф был членом семьи регентов, которая принадлежала к республиканскому политическому движению, также 
упоминаемому как партия Штатов, в противоположности к роялистам.
Де Графф был имперским рыцарем Священной Римской империи, поместным владельцем Урка и Эммелорда, в конце 1650-х — председателем совета Адмиралтейства Амстердама, землевладельцем в Ватерграфсмере и дейк-графом Нового Амстела.
Вместе со своим братом Корнелисом он был меценатом и коллекционером произведений искусства.

## Династия Де Графф
Андрис де Графф родился в Амстердаме и был третьим сыном в семье Якоба Диркса де Граффа и Алтье Буленс Лун. Его старшая сестра Агнета, которая вышла замуж за Яна Биккера, была матерью жены Яна де Витта Венделы Биккер. После того, как он закончил учебу в Пуатье, он женился на своей племяннице Элизабет Биккер ван Свитен, дочери мэра Амстердама Корнелиса Биккера ван Свитена.
Андрис и его брат Корнелис были решительно настроены против власти династии Оранских. Вместе с политическим лидером республиканцев великим пенсионарием Яном де Виттом, братья де Графф стремились к отмене штатгальтерства. Они желали полного суверенитета отдельных провинций в том виде, в котором Голландская республика не управлялась бы одним человеком. Вместо суверена (штатгальтера) политическая и военная власть должна была быть представлена Генеральными Штатами и регентами городов.
На протяжении двух десятилетий династия де Графф играла ведущую роль в администрации Амстердама, город в то время был на пике своего политического могущества. Этот период республиканцы также называли Истинной свободой. Это был Первый период без штатгальтера, который длился с 1650 по 1672 годы. В течение этих двадцати лет регенты Голландии, в частности Амстердама, управляли республикой. Город был полон самоуверенности и любил себя сравнивать со знаменитой Римской республикой. Даже без штатгальтера, казалось, что дела у Республики и её регентов шли хорошо и политически, и экономически.

## Политическая карьера
Андрис де Графф был с 1646 года членом городского совета и с 1657 по 1671 год избирался на пост мэра семь раз в трудное время Первого Периода без штатгальтера. С 1650 по 1657 год он был советником по финансам и министром финансов Голландии в Гааге.
Как и его брат Корнелис, двоюродный брат Андрис Биккер и Йохан Хёйдекопер ван Марсевен, де Графф был одним из главных инициаторов строительства новой ратуши, которая была открыта в 1655 году.
В 1650 году он начал свою карьеру как советник в министерстве финансов в Гааге. После того, как он стал министром, он вернулся в Амстердам и стал своего рода исполняющим обязанности мэра этого города. После смерти своего брата Корнелиса, де Графф стал сильным лидером республиканцев. Он занимал этот пост до Года бедствий. Он также стал советником Адмиралтейства Амстердама, а в 1661 году его назначили советником Штатов Голландии и Западной Фрисландии.

### Голландский дар
В 1660 году регентами, особенно влиятельными братьями де Графф, был подготовлен Голландский дар. Скульптуры для этого дара были отобраны выдающимся скульптором Нидерландов Артусом Квеллинусом Старшим и Герритом ван Эйленбургом, сыном дилера Рембрандта Хендрика ван Эйленбурга, рекомендованного Генеральными Штатами для операций покупки. Голландский дар был собранием 28 полотен, преимущественно итальянского ренессанса, и 12 классических скульптур, а также яхта и мебель, которые были подарены королю Карлу II Генеральными Штатами в 1660 году.
Большинство из картин и все римские статуи были из коллекции Рейнста, самой значительной голландской коллекции итальянских полотен XVI века, собранной в Венеции Яном Рейнстом и расширенной его братом, Герритом Рейнстом. Подарок отражал вкусы Карла II, равно как и его отца, Карла I, чья огромная коллекция, одна из самых больших в Европе, была большей частью продана за границу после его казни в 1649 году. Дар был преподнесен Карлу II, чтобы отметить его возвращение к власти в ходе Реставрации Стюартов, до которой Карл провёл несколько лет в изгнании в Голландской республике пока существовала Английская республика. Дар был направлен на укрепление дипломатических отношений между Англией и Соединёнными Провинциями, но уже через несколько лет после подарка обе нации вновь сражались друг против друга во Второй англо-голландской войне.

### Вечный эдикт (1667) и Год бедствий (1672)

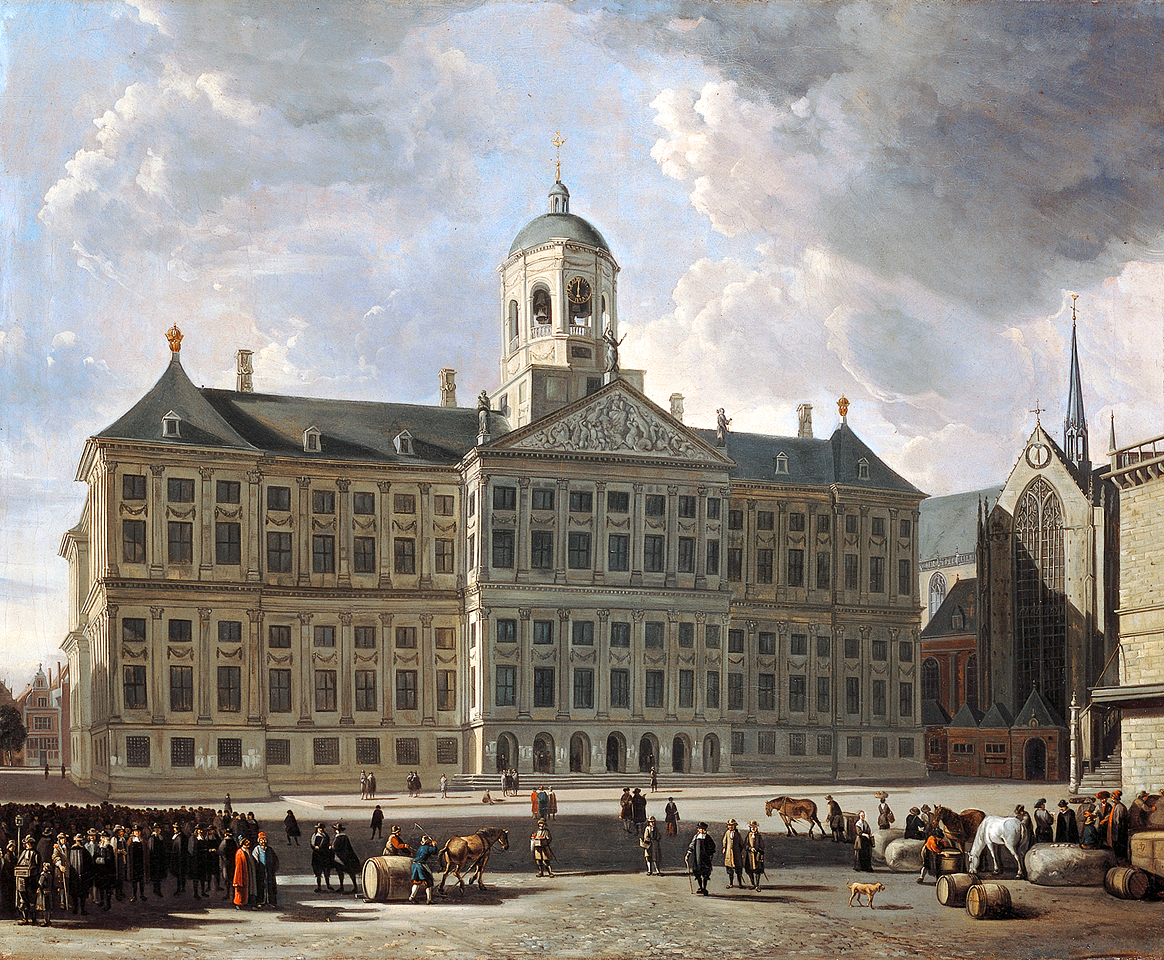
Новая ратуша Амстердама - резиденция регента Амстердама, Геррит Беркхейде

В 1667 году де Графф был одним из «устроителей» (среди которых также были де Витт, Гиллис Валкенир и Гаспар Фагель) Вечного эдикта, являвшегося резолюцией Штатов Голландии, в которой они упразднили должность штатгальтера в провинции Голландия. Примерно в то же время большинство провинций в Генеральных штатах Нидерландов согласилось объявить должность штатгальтера (в каждой провинции) несовместимой с должностью капитан-генерала Республики.
Республика находилась в опасном положении, и война с Францией и Англией казалась неизбежной. Призыв к возвращению сильного военного лидера из династии Оранских находил всё больше поддержки, особенно среди простолюдинов. Некоторые амстердамские регенты начали осознавать, что им нужно стремиться к сближению с оранжистами. Это усилило давление на позиции великого пенсионария Яна де Витта. В 1670 году Городской совет Амстердама, возглавляемый мэрами Гиллисом Валкениром и Кунрадом ван Бёнингеном, решил вступить в союз с оранжистами и предложить молодому принцу Вильгельму III Оранскому место в Государственном совете. Это вызвало окончательный раскол между де Виттом и оранжистской амстердамской группой регентов вокруг мэра Валкенира. Однако де Витт сумел надавить на перебежчиков в администрации города Амстердама, и они были отодвинуты на второй план во время выборов в Городской совет в феврале 1671.
Андрис де Графф был вновь выдвинут на пост мэра и сумел получить контроль над своей республиканской фракцией. Зимой 1671 года казалось, что, по крайней мере в Амстердаме, республиканцы выигрывают. Однако, в 1672 году оранжисты снова пришли к власти, и де Графф потерял свою позицию одной из ключевых фигур партии Штатов вместе со своими племянниками Питером и Яковом де Граффом и его шурином Ламбертом Рейнстом. В том же году де Графф также подвергся нападению толпы толпы Амстердама в Харлеммерпорте.

## Брак и дети
Он был женат на Элизабет Биккер ван Свитен, у супругов было четверо детей:
- Корнелис де Графф (1650–1678), женат на Агнете Дёц.
- Алида де Графф (1651–1738), замужем за Дидериком ван Велдхейзеном (1651–1716)
- Арнольдина де Графф (1652–1703), замужем за Трансисаланусом Адольфусом ван Ворстом
- Якоб де Графф

## Искусство и образ жизни
Де Графф окружил себя искусством и красотой. Он был коллекционером произведений искусства и покровителем таких художников и поэтов, как Рембрандт ван Рейн, который написал его портрет, Герард Терборх, Говерт Флинк, Артус Квеллинус Старший и Йост ван ден Вондел.
В своём Городском дворце в «Золотом поясе», самой престижной части Херенграхта, он собрал большую коллекцию произведений искусства, в том числе «Яков благословляет сыновей Иосифа» Рембрандта.
В 1674 году Андрис де Графф владел 700 000 голландских гульденов. Он был одним из самых богатых людей Золотого века Голландии.

## Смерть
Перед тем, как де Графф умер, он и его единственный сын, Корнелис, были посвящены в рыцари Священной Римской империи. Они заявили, что происходят от Вольфганга фон Грабена, члена австрийского дворянского Дома Грабен фон Штейн, который был прямой или побочной ветвью Горицкой династии. Диплом об этом датирован 19 июля 1677 года и передан Андрису де Граффу в тот же день:
"Fide digis itegur genealogistarum Amsteldamensium edocti testimoniis te Andream de Graeff non paternum solum ex pervetusta in Comitatu nostro Tyrolensi von Graben dicta familia originem ducere, qua olim per quendam ex ascendentibus tuis ejus nominis in Belgium traducta et in Petrum de Graeff, abavum, Johannem, proavum, Theodorum, avum, ac tandem Jacobum, patrem tuum, viros in civitate, Amstelodamensi continua serie consulatum scabinatus senatorii ordinis dignitabitus conspicuos et in publicum bene semper meritos propagata nobiliter et cum splendore inter suos se semper gessaerit interque alios honores praerogativasque nobilibus eo locorum proprias liberum venandi jus in Hollandia, Frisiaque occidentale ac Ultrajectina provinciis habuerit semper et exercuerit."
Его гробница находится в Ауде керк в Амстердаме.